# Calvin (Oklahoma)
Calvin es un pueblo ubicado en el condado de Hughes en el estado estadounidense de Oklahoma. En el año 2010 tenía una población de 294 habitantes y una densidad poblacional de 245 personas por km².

## Geografía
Calvin se encuentra ubicado en las coordenadas 34°58′2″N 96°14′59″O / 34.96722, -96.24972 (34.967315, -96.249811).

## Demografía
Según la Oficina del Censo en 2000 los ingresos medios por hogar en la localidad eran de $20,357 y los ingresos medios por familia eran $23,409. Los hombres tenían unos ingresos medios de $17,083 frente a los $16,500 para las mujeres. La renta per cápita para la localidad era de $10,651. Alrededor del 27.0% de la población estaban por debajo del umbral de pobreza.